# مصطفی‌خان سورتیجی
مصطفی‌‌ خان سورتیجی از مردان متموّل و متنفّذ استان مازندران و درشهر ساری در عهد قاجار و مقرّبین دربار محمدشاه و ناصرالدین‌شاه قاجار بوده که در غائلهٔ سرکوبی بابیان در جنگ قلعه طبرسی نقش داشته‌است.
به نقل از ناسخ‌التواریخ سپهر، روضةالصفای ناصری رضاقلی‌خان هدایت و تنبیه‌الغافلین اعتمادالسلطنه، پس از فوت محمدشاه هست که بابیه اظهار وجود می‌کنند. خبر شورش ملاحسین بشرویه‌ای در روز تاج‌گذاری ناصرالدین میرزا به تهران می‌رسد و او از اعیان حاضر در مجلس می‌خواهد که دفع فتنه را وجه همت سازند. نخستین فرد،  مصطفی‌خان پیش‌قدم می‌شود و برادر خود آقا عبدالله‌ خان سورتیج را در ساری مأمور فرونشاندن این شورش و رویارویی با آن می‌کند. آقا عبدالله هم گروهی از افواج (فوج=هنگ) سورتیجی، اشرفی، افغان و... را به روستای افرا می‌برد تا بقعه و قلعه را محاصره کنند، اما ملاحسین و یارانش از قلعه بیرون آمده، سپاه مسلمانان را مورد حمله قرار می‌دهند و آقا عبدالله در این نبرد به شمشیر ملاحسین کشته می‌شود. بعد از این جریان خود مصطفی‌خان سورتیجی به همراه نیروهای دولتی و بومی و قشونی که خود در اختیار داشته به قلعه حمله می‌کند و بابیه را شکست می‌دهد و در این جریان ملاحسین بشرویه‌ای کشته می‌شود و شمشیرش به دستور مصطفی‌خان به زرین آباد ساری منتقل می‌شود.
بعدها ناصرالدین‌شاه لقب وکیل‌الرعایا به مصطفی‌خان سورتیجی می‌دهد و بخشی از روستاهای چهاردانگه را به او بابت خون‌بهای برادرش می‌بخشد.
مسعود میرزا ظل‌ّالسطان پسر ناصرالدین شاه در تاریخ مسعودی هنگام سفر خود به مازندران، به عنوان مهمان مصطفی‌خان به این لقب اشاره دارد و می‌نویسد:
از رجال معتبر ساری، مصطفی‌خان زرّین‌کلاهی (=سورتیجی) وکیل‌الرّعایا، شخص اول مازندران بود. به‌خصوص در شهر ساری، مرد متمولِ در خانه بازی [ بود که] مکرّر ما را در زرّین‌کلا، ده مخصوص خودش به شکار مهمانی کرد.

## واقعه شیخ طبرسی
ادوارد براون در تشریح واقعه شیخ طبرسی می‌نویسد:
پیروان سید علی محمد باب تحت تاثیر سخنان قرةالعین در واقعه بدشت، در مکانی که آرامگاه شیخ طبرسی در آنجا بود گردهم آمدند. در اینجا، مردان تعلیم دیده برای صلح (علمای مذهبی) با نیروی شجاعت و مهارت باورنکردنی، ماه‌ها مجبور به جنگ با قوای سلطنتی بودند و بارها و بارها نیروهای دولتی را شکست داده و موجب شده بودند که حتی برخَی از قوای دولتی نا امید شوند. رهبر شجاع ایشان ملاحسین بشرویه بود.
آغاز این جنگ بنابر آنچه که جهانگیر میرزا مولف (تاریخ نو) نگاشته، دو ماه قبل از وفات محمد شاه بوده‌است. اردشیر میرزا حاکم مازندران سعی در سرکوبی پیروان باب نمود. بواسطه عدم موفقیت به پایتخت مراجعه نموده و امیر زاده خانلر میرزا در اواخر ماه رمضان ۱۲۶۴ هجری قمری به‌جای وی انتخاب و به مازندران وارد می‌شود. وی نیز به جهت شورش‌ها و مبارزات پی در پی امکان تحرک نیافته با دریافت خبر مرگ محمد شاه به دارالخلافه مراجعت می‌نماید. این شورش‌ها نتیجه تبلیغات و آگاهی‌های اجتماعی ای که بابیان پس از کنفرانس بدشت و پراکنده شدنشان در سطح مازندران انجام داده‌اند و البته در این میان نقش قرةالعین را نمی‌توان نادیده گرفت. در ابتدا خوانین محلی و ملایان وابسته به درگیری با نیروهای تحت فرماندهی ملاحسین بشرویه، که وی را دوم رجل نهضت بابیه به حساب آورده‌اند، می‌پردازند. وی حدود ۸۰۰ هواخواه داشته‌است. نواب امیرزاده مهدی قلی میرزا را به‌جای نواب خانلر میرزا مامور داشتند و به اکابر آن ولایت در باب قلع و قمع این طایفه و حلقه فرمان صادر شد.
ملاحسین در ۲۰کیلومتری بارفروش - بابل در نقطه‌ای که آرامگاه شیخ طبرسی در آنجا بود به ساختن قلعه‌ای حصین و بروجی مشیّد و خندقی عمیق و خاکریزی متین پرداخت
در اکتبر ۱۸۴۸ ارتش شاه برای سرکوبی بابیان از تهران به مازندران گسیل گردید (تقریباً ۲ هزار نفر)، این نیرو هم از بابی‌ها شکست خورد. نیروهای تازه نفسی در حدود ۷۰۰۰ تن از تهران به سوی قلعه شیخ طبرسی فرستاده شد و محاصره دژ بابی‌ها آغاز گردید. روحانیون علیه بابی‌ها فتوای (جهاد) دادند اما ارتش شاه نیز کامیابی بدست نیاورد. سرانجام ارتباط ایشان با روستاهای پیرامون بریده شد.
با این حال باز هم یورش بابی‌ها ادامه داشت. در دهم ربیع‌الاول سال ۱۲۶۶، یورش شبانهٔ آنان نیروهای مسلح را وادار به هزیمت کردند. در این شب با بشکه‌های نفت مکان استقرار لشکریان را به آتش کشیدند و بسیاری از جمله دو تن از فرماندهان لشکر را به قتل رساندند.
مولف کتاب فتنه باب می‌نویسد:
چون بعد از دو ماه محاصره تسلطی حاصل نگشت شاهنشاه به اهل مازندران خشم فرموده، سلیمان خان افشار را فرمان داد تا با لشکری خونخوار به جانب مازندران روان شوند.
با اعزام نیروهای جدید و تمام شدن آذوقه اهالی قلعه که از هفته‌ها قبل آخرین آذوقه‌ها را نیز به پایان برده بودند، قلعه پس از چهار ماه محاصره سقوط کرد. گویا تعداد اسیر شدگان ۲۱۴ نفر بود اند که محمدعلی بارفروش نیز از آنجمله بوده‌است. بجز تنی چند که گریختند، جمله بابیان را یک به یک شکم دریدند.
مهدی‌قلی میرزا (درگذشته ۱۸۵۴) شاهزاده قاجار ملقب به سهام الملک و پسر بیستم عباس میرزا.
در سال ۱۲۶۲ به حکومت بروجرد و دو سال بعد به حکومت مازندران منصوب شد. در همین سال بابیان به سرکردگی محمدعلی بارفروشی و ملاحسین بشرویه در مازندران به مبارزه برخاستند و در جنگ قلعه طبرسی اجتماع کردند. ناصرالدین شاه مهدیقلی میرزا را مامور دستگیری و تسلیم آنان کرد. پس از مدت‌ها جنگ و کشته شدن ملا حسین، بابیان به دلیل قحطی و نایابی غذا در قلعه، مجبور به تسلیم شدند. به دستور مهدیقلی میرزا جمعی از بابیان را در قلعه کشتند و باقی را به مازندران فرستادند تا در آنجا کشته شوند.

### خدمات فرهنگی و آثار بجای مانده

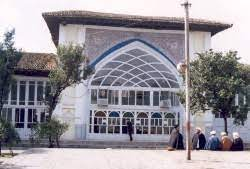

در کنار دارا بودن  قدرت و نفوذ بسیار بالای سیاسی و ثروت و املاک بی حساب ؛ مصطفی خان سورتیجی انسانی عالم وارسته و خیر بود. در سال ۱۲۷۳ هجری قمری مسجد بزرگ  و حوزه علمیه  حاج مصطفی خان را در ساری بنیاد نهاد که هم اکنون نیز در محله چهار راه برق به عنوان یک اثر گرانقدر ثبت شده باستانی و به عنوان دومین مسجد بزرگ ساری مورد استفاده عموم قرار می گیرد. در کنار این مسجد    دکان های بسیاری بوسیله ایشان ساخته و پرداخته شده بود که بصورت موقوفی صرف هزینه های طلاب علوم دینی در مازندران می شده است و تا به امروز نیز می گردد.
نقل است روزی که  نخستین سنگ مسجد را می نهادند حاج مصطفی خان از کلیه علما و روحانیون شهر درخواست نمود   تا یک نفر که در همه عمرنماز صبح اش قضا نشده است اولین سنگ بنا را  جایگذارد.   هیچ کس از جای خود برنخاست تا اینکه خودش در حالی که دامن به کمر می زد و خدای را به شهادت می طلبید که در تمام دوران عمر نماز صبحش فوت نشده است اولین سنگ بنا را فرو گذارد . 
از مصطفی خان کتاب های خطی بسیاری باقی مانده از جمله   کتاب سفرنامه حاج مصطفی خان سورتیجی با عنوان تبصرة الزائرین که بنا به گزارش خبرگزاری مهر؛  به تصحیح و تحشیه سامان سورتیجی و بوسیله حوزه هنری مازندران در آذر ماه ۱۳۹۱ خورشیدی به انتشار رسیده است . وکیل الرعایا مصطفی خان سورتیجی در ساختار فرهنگ  دیار خود نقش غیرقابل انکاری داشته است و کماکان  بعد از گذر سالیان همچنان شاعران اندیشمند و فرهیخته ای همچون فخرالدین سورتیجی و شهرام سورتجی را در فهرست نوادگان خلف خود دارا می باشد. 

## بن‌مایه
- تبصرةالزائرین- سفرنامهٔ حاج‌مصطفی خان سورتیجی - تصحیح و تحشیه: سامان سورتیجی - شلفین ۱۳۹۱

1. ↑  [4dangehnews.com/comment/1-comment/2065-1392-11-05-20-16-35.html «مصطفی‌خان سورتیجی»] مقدار |نشانی= را بررسی کنید (کمک). چهاردانگه‌نیوز.
2. ↑  «انتشارکتاب سفرنامه "حاج مصطفی خان سورتیجی" در حوزه هنری مازندران». باشگاه خبرنگاران.
3. ↑  «کتاب سفرنامه "حاج مصطفی خان سورتیجی" در حوزه هنری مازندران منتشر شد». خبرگزاری مهر.
4. ↑  Stenstrand'S, August J; Browne, Edward G (2006). "BABISM".  In al-Ahari, Muhammad Abdullah (ed.). THE COMPLETE CALL TO THE HEAVEN OF THE BAYAN (به انگلیسی). Daltaban Peyrevi. Chicago: Magribine Press. p. ۲۸.
5. ↑  حقایق الاخبار ناصری. ص. ۵۸.
6. ↑  محرابی، معین الدین (۱۹۹۴). «پیشگفتار». قرةالعین شاعره آزادیخواه و ملی ایران (به پارسی). آلمان: نشر رویش. ص. ۱۰۸. از پارامتر ناشناخته |چاپخانه= صرف‌نظر شد (کمک)
7. ↑  رضا قلی خان، هدایت. روضة الصفای ناصری. ج. دهم. ص. ۴۳۳.
8. ↑  محمد جعفر، خورموجی. حقایق الاخبار ناصری. ص. ۵۸.
9. ↑  محرابی، معین الدین (۱۹۹۴). «پیشگفتار». قرةالعین شاعره آزادیخواه و ملی ایران (به پارسی). آلمان: نشر رویش. ص. ۱۰۹. از پارامتر ناشناخته |چاپخانه= صرف‌نظر شد (کمک)
10. ↑  تاریخ باستان از زمان باستان تا امروز. ص. ۳۴۴.
11. ↑  رضا قلی خان، هدایت. روضة الصفای ناصری. ج. دهم. ص. ۴۳۴.
12. ↑  محرابی، معین الدین (۱۹۹۴). «پیشگفتار». قرةالعین شاعره آزادیخواه و ملی ایران (به پارسی). آلمان: نشر رویش. ص. ۱۱۴. از پارامتر ناشناخته |چاپخانه= صرف‌نظر شد (کمک)
13. ↑  Mahvi family tree by Manouchehr M. Eskandari-Qajar
14. ↑  عضدالدوله، ص۲۹۰